# ウォルバライン湖
ウォルバライン湖（英語: Wolverine Lake）とは、北アメリカ大陸の北部に存在する、小さな湖の1つである。また、バレンタイン川（Valentine River）の流れの途中に存在する湖の1つでもある。

## 概要
ウォルバライン湖は、おおよそ北緯49度49分55秒、西経83度45分21秒付近に位置しており、この場所はカナダ中部のオンタリオ州北東部のコクレーン地区に属している

。
この湖は南北に細長い形状をしており、約5.7 kmの長さがある。反面、その幅は最大でも約1.3 km程度でしかない。なお、この湖はバレンタイン川の途中に存在する湖（つまり、この湖へとバレンタイン川が流れ込んで、この湖からバレンタイン川が流れ出してゆく湖）の1つである。ちなみに、湖面の標高は約235 mである。

## 流入河川と流出河川
ウォルバライン湖へは幾つかの河川が流れ込んできている。主要な流入河川は、バレンタイン川である。この他に、この湖と同じ名が付けられた小川であるウォルバライン川（Wolverine Creek）も、この湖への主要な流入河川の1つに数えられる。そして、この湖からの流出河川はバレンタイン川である。なお、バレンタイン川はピバビスカ湖に流れ込んだ所で終わっている。したがって、ウォルバライン湖から流れ出した水は、最終的にムース川の河口から、北極海の一部であるジェームズ湾へと流れ込む。